# Heinrich Mucken
Heinrich Mucken ist der Name einer Künstlergruppe, die, ausgehend von experimentellen Kompositionen,  einen eigenen Stil in den Bereichen Klangperformance, Klanginstallation, Neue Improvisationsmusik entwickelte.
Im August 1982 entstand aus dem zweiten Workshop: Experimentelle Musik in Schloss Gnadenthal (Kleve) die Gruppe „Das Heinrich-Mucken-Saalorchester“. Die Teilnehmer des Workshops blieben als Künstlergruppe bis 1988 gemeinsam aktiv; der Name wurde 1985 auf „Heinrich Mucken“ verkürzt.

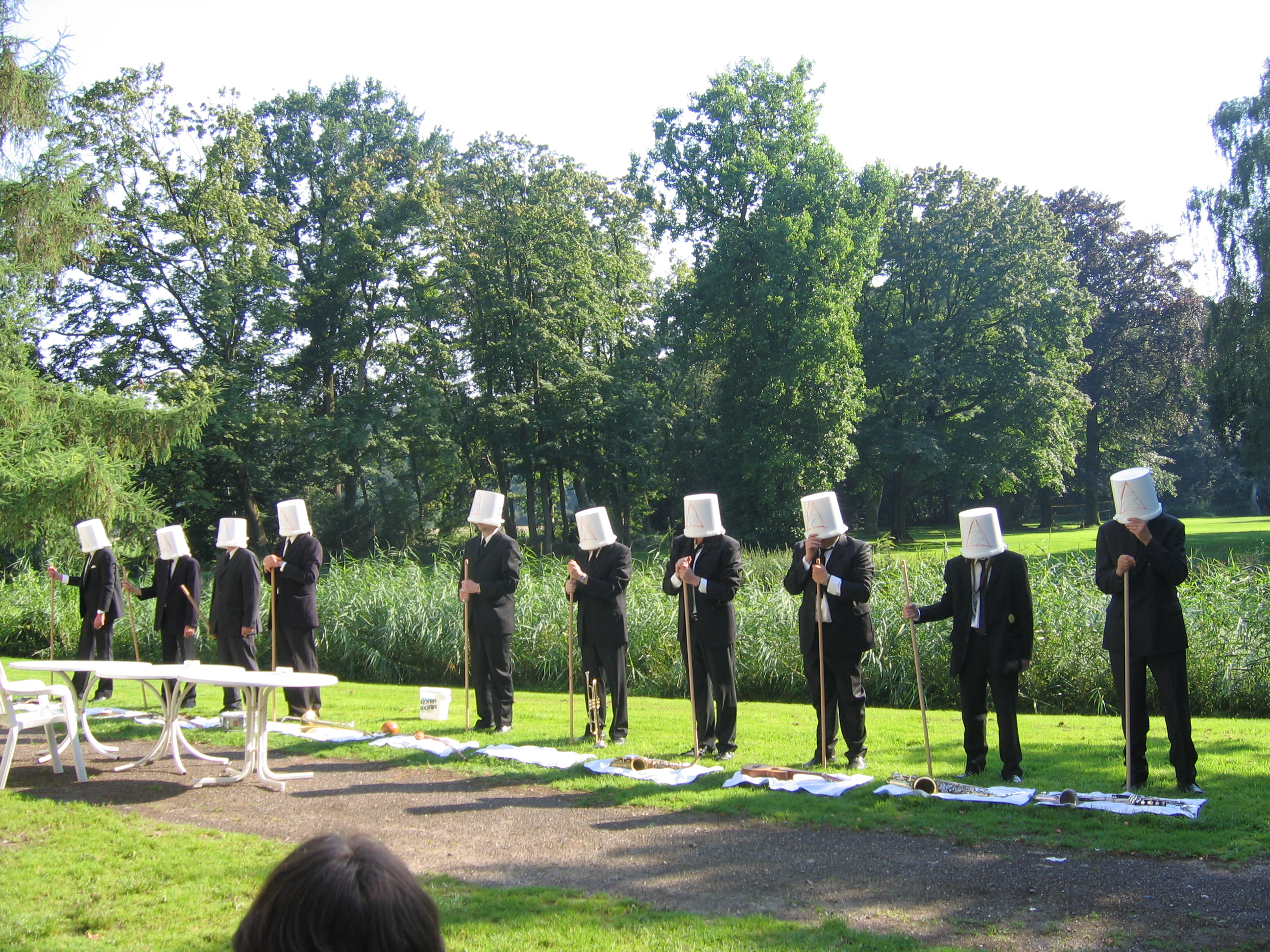
Heinrich Mucken: Performance Herbert, Kleve 2007

## Ursprung des Namens
Heinrich ist der Name einer Karnevalsmaske aus Gummi, die in den ersten Jahren bei jeder Performance dabei war; Mucken ist ein Musikerwort für spontanes Zusammenspiel und Assoziation zum Begriff 'aufmucken'.

## Performances, Konzerte und Instrumentarium
Das Interesse der Gruppe Heinrich Mucken galt seit ihrer Gründung dem zeitgenössischen Geräusch – klassische Instrumentierung eingeschlossen.
Auftritte der Gruppe Heinrich Mucken waren immer einmalig durchgeführte Konzepte, bei denen Komposition und inszenierter Ablauf von einzelnen Künstlern vorbereitet wurden. In Vorbereitungstreffen hat die Gruppe die Konzepte diskutiert und dann vor Ort ausgeführt. Die örtlichen Gegebenheiten wurden immer in die Inszenierung einbezogen, so dass eine Performance niemals an einem anderen Ort wiederholt werden konnte.
Außer Musikinstrumenten im üblichen Sinn wurden Alltagsgegenstände zur Klangbildung verwendet. Das waren unter anderem Straßenbesen, Laubrechen, Zinkeimer, Stahlrohrabschnitte, Tischtennisbälle, Stühle, Tische, Wasser, Steine, Kinderspielzeug, ...

## Bildnerisches Gestalten
Im Zuge der Performances wurden häufig Objekte geschaffen, die von den Künstlern als Nachwirkung des Klangs oder Rückwirkung auf den Ort betrachtet wurden.
So sind zum Beispiel während der mehrtägigen Performance Ainan Adabaus (Folkwangfestival 1987) auf dem Essener Hauptbahnhof Frottagen auf Stoffbahnen entstanden, die die musikalisch bearbeiteten Orte festhalten. Im Laufe der mehrtägigen Aktion wurden die Frottagen in einem freien Geschäftsraum im Inneren des Bahnhofs ausgestellt.
Für die Performance doindedische (Documenta 8) wurden eigens angefertigte Stühle und Tische aus unbeschichtetem Vierkant-Stahlrohr verwendet. Die Stühle und Tische dienten als Klangobjekte und hatten zugleich eine Art bühnenbildnerische Wirkung. Die Stühle sind heute in der Sammlung Künstlerstühle der Städtischen Galerie Lüdenscheid.

## Improvisation und Geräuschmusik
Was Musik ist und was nicht, wurde in der Gruppe heftig diskutiert. Dabei wurden drei Standpunkte herausgearbeitet, die in der Rückschau den Kern der künstlerischen Arbeit als Gruppe ausmachen:
- Improvisation ist Momentankomposition. Sie lebt davon, dass die Musiker während des Spiels aktiv hören, im  Zusammenspiel absolut präsent sind und die Umgebungssituation miteinbeziehen. Virtuose Instrumentenbeherrschung ist dabei weniger wichtig als die offene Haltung des Musikers gegenüber den Mitspielern und dem Umfeld. (Babylon Tischkonzerte - Kassel 1986)

- Geräusch ist Musik, wenn das Geräusch in musikalischer Absicht erzeugt wird. Mit diesem Hintergrund entstanden Ideen wie diese: 500 Tischtennisbälle rollen einen abschüssigen Tunnel hinab,  werden mit Straßenbesen zusammengefegt und wieder eingesammelt. (Ainan Adabaus - Essen 1987)

- Geräusch ist Musik, wenn ein Musiker es so definiert. Das Geräusch muss nicht von Musikern selbst erzeugt werden, sondern die Umwelt kann in die musikalische Idee einbezogen werden. Die Umwelt wird zum Hauptakteur und Hauptgeräuscherzeuger, der Musiker kann sich als Beobachter zurückziehen oder aktiv teilnehmen. Ein Konzept dieser Art (24 Stunden Musik an jedem Punkt der Welt) wurde 1985 diskutiert, aber nicht durchgeführt. Diese Haltung findet sich aber in vielen Performances zwischen 1985 und 1988 wieder, Beispiel: Skizzen zur Sesshaftigkeit, Rahmenprogramm zur Documenta 8 - Kassel 1987

## Mitglieder, die im Sinne von Heinrich Mucken aktiv sind
Claus van Bebber
geb. 1949, seit 1979 freiberuflich als Künstler tätig, hat sich schon in den 1970er Jahren mit experimenteller Musik beschäftigt. Das heutige Spektrum seiner Arbeiten umfasst Holz- und Steinskulpturen, Grabungen und Landschaftsinstallationen, Improvisierte Musik und Klangperformances u. a. mit Paul Hubweber, Paul Lovens, Jaap Blonk, Carl Ludwig Hübsch. Vielfach bekannt geworden sind seine Schallplattenkonzerte. Claus van Bebber lebt in Kalkar.
Helmut Lemke
geb. 1953, arbeitet als Klangkünstler am Thema 'Wie klingt ein Ort?'. In vielen CD- und Buchveröffentlichungen hat er die Erlebnisdimension von Klängen beschrieben und erfahrbar gemacht. Er war an der Neuentwicklung des Studiengangs für Phonetische Kunst am Hull College of Art and Design (England) beteiligt. Bevorzugte Klanginstrumente sind Langsaiten. Helmut Lemke lebt in Todmorden (England) und Bielefeld (Deutschland).
Dieter Schlensog
geb. 1953, der für die frühen Kassettenaufnahmen von Heinrich Mucken gesorgt hat, gründete 1983 das NURNICHTNUR Label und entwickelte in den folgenden Jahren seine Aufnahmetechnik zu einem professionellen Tonstudio.
Außer den Werken von Heinrich Mucken sind bei NURNICHTNUR heute wichtige Aufnahmen von internationalen Klangkünstlern und Musikern erschienen. Dieter Schlensog lebt in Kleve.
Michael Vorfeld
geb. 1956, Lichtkünstler, Photograph und Percussionist. Als international gefragter Künstler arbeitet er an Licht- und Klangperformances in Verbindung mit Raum und Architektur. Er ist in zahlreichen Kooperationen mit Musikern und bildenden Künstlern sowie Theater und Tanzensembles tätig. Michael Vorfeld lebt in Berlin.
Hans Wilhelm Specht
geb. 1956, Improvisationsmusiker, Raum- und Klanginstallationen, ortsbezogene Klangperformances. Mitglied im Ensemble Freie Musik (Bielefeld), ist regelmäßig in Kooperationen mit bildenden Künstlern tätig. Hans Wilhelm Specht lebt in Gütersloh.
Henning Schweichel
geb. 1954, Improvisationsmusiker,  ortsbezogene Klangperformances, Klanginstallationen und akustische Dokumentation. Mitglied im Ensemble Freie Musik (Bielefeld), regelmäßig in Kooperationen mit bildenden Künstlern tätig. Henning Schweichel lebte in Werther (Westf.). gest. 2014.

## Künstler (Auswahl)
die an mehr als einer Aktivität der Gruppe beteiligt oder sonst einflussreich waren:
1. Claus van Bebber
2. Karl van Betteraey
3. Michael Breihahn
4. Clemens Drissen
5. Robert Hanusch
6. Jürgen Hess
7. Paul Hubweber
8. Kerstin Marlen Kühn
9. Helmut Lemke
10. Heiner Linne
11. Leo Neikes
12. Willi Oster
13. Peter Petersen
14. Petra Radomsky
15. Winfried Radomsky
16. Dieter Schlensog
17. Joachim Schwarz
18. Henning Schweichel
19. Klaus Seelig
20. Hans-Wilhelm Specht
21. Michael Stuhlmiller
22. Michael Vorfeld

## Ende der Gruppentätigkeit
Die Gruppe wurde nicht aufgelöst. Zur Vorbereitung auf den 25. Jahrestag der Gruppengründung im Jahr 2007 wurde in einem Blog die Frage diskutiert, ob Heinrich Mucken lebt und ob Heinrich Mucken Kunst ist. Gemeinsame Auftritte unter dem Namen Heinrich Mucken sind nicht mehr zu erwarten, Kooperationen von einzelnen Künstlern der Gruppe aber üblich.

## Auftritte und Performances
- Aug 1982, Kleve, Schloss Gnadenthal, Performance
- Jun 1983, Barsinghausen, Ruhe und Hektik, Performance beim Sommerjazztreffen
- Aug 1983, Vlissingen, Muziek voor Buiten, Performancereihe in der Stadt und am Strand
- Mai 1984, Kranenburg, Vollmond 5: 7779, Performance
- Jul 1984, Frankfurt/Main, Mittwochpause - Mittagspause, Performance am Liebfrauenberg
- Aug 1984, Coesfeld, Hordenmusik, Performancereihe in der Stadt und auf dem Bahnhof
- Nov 1984, Kleve, Radhaus, Performance
- Mär+Jun+Sep+Dez 1985 Winnekendonk, Symposion Jahreszeiten, 4 Performances, Kooperationen mit bildenden Künstlern
- Aug 1985, Gütersloh, Old Weaver's Blues, Performance im Kulturzentrum Alte Weberei
- Jun 1986, Marl, Floprise, Performances im Skulpturenmuseum Glaskasten
- Aug 1986, Bielefeld, Heinrichtungen, Performance auf dem Klosterplatz
- Sep 1986, Leverkusen, Ent/Er/Ing: Junker Heinz ..., Performance im Schloss Morsbroich und im Schlosspark
- Okt 1986, Paderborn, Drumbet Und Feg, Performance auf der Westernstrasse
- Okt 1986, Kassel, Babylon, Performances in der Halle K 18
- Nov 1986, Dortmund, Dein Wort trägt den Klang der Bilder durch die Stadt, Performance im Westpark
- Nov 1986, Dortmund, Dos Muckenos, Performances im Kulturlokal Jatz am Westpark
- Mai 1987, Xanten, Ukodo Ku, Performance auf dem Museumsvorplatz
- Jun 1987, Essen, Ainan Adabaus, Performances auf dem Folkwang-Festival
- Sep 1987, Kassel, Doindedische, Performance auf der Documenta 8
- Sep 1987, Kassel, Skizzen zur Sesshaftigkeit, Performancereihe im Rahmenprogramm der Documenta 8
- Mär 1988, Willich, Dahoernsischaunsisndasnukunz, Performance zur BBK Jahresausstellung Schloss Neersen
- Aug 2003, Kleve, 100 Years Lemke/Schlensog, Performance in Schloss Gnadenthal
- Aug 2007, Kleve, mucken25, Performances in Schloss Gnadenthal

## Veröffentlichungen
- 1982, Jetzt fangen wir an, Audiocassette
- 1982, Ich hab noch ab und zu mal über die Bierflasche geblasen, Audiocassette
- 1982, Linn, Audiocassette
- 1983, Fünf Uhr Dreissig, Audiocassette
- 1983, Vokaleros, Audiocassette
- 1983, Besoffen & gefesselt, Audiocassette
- 1983, Abschaltbar, Audiocassette
- 1982–1984, Hits The World, Audiocassette
- 1984, In der Wohnung nebenan scheint jemand umzuräumen, Super8-Film
- 1984, Summer, Video
- 1985, Lange Nacht, Audiocassette
- 1986, Mucken Miezen Mäuse, Buchprojekt
- 1986, Heinrichten, Video von Heinrichtungen, Bielefeld, released in 1987
- 1986, Junker Heinz und Mätzli, Skulpturen von Ent/Er/Ing: Junker Heinz ..., Leverkusen
- 1986, Diverse Relikte von Babylon, Kassel
- 1987, Skulpturen und diverse Relikte von Ukodo Ku, Xanten
- 1987, Diverse Relikte von Ainan Adabaus, Essen
- 1987, Diverse Relikte von Doindedische, Kassel
- 1988, Für CD und LP Dry Lungs IV - Internationale Zusammenstellung: Dasiset, Studioproduktion
- 1990, Chronologie, 188-seitiges Buch (Incl. Jahreszeiten Single), Schwarzweißkopien, handgefertigt, signiert
- 2006, Saalorchester - Mercy Valley Days, 8 CD Box
- 2007, Saalorchester - Mercy Valley Knights, CD-Extra
- 2012, Made In China, Neuauflage der einzigen Studioproduktion Dasiset von 1988 aus Anlass 30 Jahre Heinrich Mucken, Mini-CD
- 2017, M.CK.N RICHES + FAME, Einführung des medialen Gütesiegels 'amic'
- 2022, mucken40 - oh-how to do now, 12-teiliges hölzernes Würfelpuzzle aus Anlass 40 Jahre Heinrich Mucken
- 2024, Die Mucken-Miezen-Mäuse Trilogie - Erste Fassung, Videos

## Ausstellungen
- Mai 1987, Xanten, Jahreszeiten, Ausstellung im Regionalmuseum
- Dez 1987, Kleve, 1. Salon der Künstler, Ausstellung im Museum Haus Koekkoek
- 1988, Heinrich Mucken zeigt Werke, Projekt für Galerie Paranorm / Artcore Gallery in Berlin
- Dez 1988, Kleve, 2. Salon der Künstler, Ausstellung im Museum Haus Koekkoek
- Dez 1989, Kleve, 3. Salon der Künstler, Ausstellung im Museum Haus Koekkoek
- Okt 1990, Kleve, Hinter Glas, Ausstellung und Performance in Der Laden
- Jul 2004, Bedburg-Hau, Klanglabor, Präsentation von Heinrichten Video-DVD von 1986 im Artoll
- 2017, Listen Backwards to Advance, Bury Art Gallery, England